# Fernando Morillo Grande
Fernando Morillo Grande (Azpeitia, Guipúscoa, 3 de maig de 1974) és un escriptor en èuscar.

### Novel·les
- Ortzadarra sutan (2002, Elkar)
- Gloria Mundi (2004, Elkar;)
- Suminaren estrategia (2008, Elkar)

### Literatura infantil i juvenil
- Bila nazatela (1999, Ibaizabal)
- Sexu egunsentiak (2000, Elkar)
- Bihotz nahasiak (2001, Ibaizabal)
- Izar-malkoak (2002, Aizkorri), Premi Euskadi
- Dorretxe zaharreko misterioa (2002, Ibaizabal)
- Eta ni zer? (2003, Elkar)
- Arriskupean! (2003, Ibaizabal)
- Dragoien orroa (2005, Elkar)
- Idoiaren agenda / Gariren agenda (2005, Elea / Ikastolen Konfederazioa)
- Andoitz eta Lurralde Ezkutuak (2007, Ibaizabal)
- Iratiko sorgin basatia (2007, Ibaizabal)
- Seximenduz (2007, Elkar)

### Biografies
- Leonardo da Vinci (2003, Elkar)